# Lesní bouda
Lesní bouda je hotel a ekofarma v Krkonoších nacházející se na jižním svahu Liščí hory. 
Lesní bouda byla původně do roku horská usedlost rodu Erlebachových, s příchodem turismu a lyžování v Krkonoších však došlo k přestavbě na turistickou chatu. Od léta 2010 má chata certifikát ekofarmy, na níž se chovají kozy a ovce.

## Cykloturistické spojení
Na Lesní boudu se lze dostat po turistické červené ze směru od Hrnčířských bud popř. z druhého směru od Chalupy na Rozcestí či po žluté turistické z Pece pod Sněžkou. Na kole je možné sem dojet po krkonošské cyklotrase K1B z Černé hory respektive od Tetřevích bud.